# Tancred van Galilea
Tancred van Galilea (1072 - 1112) ook bekend als Tancred van Tiberias en Tancred de Kruisvaarder was een van de leiders van de Eerste Kruistocht. Hij was de zoon van Emma van Apulia, de oudste dochter van de succesvolle Normandische edelman Robert Guiscard; zijn vader is onbekend. Hij werd vernoemd naar de vader van Robert Guiscard, Tancred van Hauteville. Hij kreeg na de kruistocht de titel van prins van Galilea en van heer van Tiberias toebedeeld.

## De Eerste Kruistocht
Tancred vertrok samen met zijn oom Bohemund I van Taranto vanuit Zuid-Italië (Apulië) naar het Heilig Land met een leger van circa 10.000 man, grotendeels bestaande uit Noormannen. Eerst werd Constantinopel aangedaan, daar moesten de leiders een eed van loyaliteit en gelofte afleggen tegenover keizer Alexius. Tancred weigerde als een van de weinigen. Onder leiding van Bohemund I wisten de kruisvaarders Klein-Azië door te trekken (de tegenwoordige zuidelijke provincies van Turkije), wat na de Eerste Kruistocht nooit meer gelukt is. De Slag bij Dorylaeum werd gezien als belangrijkste overwinning. Samen met Boudewijn van Boulogne trok Tancred vanuit Cilicië Antiochië binnen, waar hij bezit nam van diverse steden. De plundertocht liep uit op het Beleg van Antiochië, na het behalen van deze slag riep Bohemund zich uit tot vorst van Antiochië.
Tot aan het einde van het jaar 1098 verbleven de kruisvaarders in het gebied. Toen Tancred het zonder zijn broodheer Bohemund moest stellen, besloot hij een vazal van Raymond van Toulouse te worden, die hem daarvoor betaalde. Begin februari 1099 trok Tancred onder leiding van Raymond en een deel van het kruisvaardersleger langs de mediterrane kust zuidwaarts. Voor of na de verovering van de stad Beiroet zou hij Raymond na een onduidelijke ruzie verlaten hebben en zich weer bij het leger van Godfried hebben gevoegd. Bij het naderen van Jeruzalem werd Tancred er samen met Gaston IV van Bearn eropuit gestuurd om Bethlehem te veroveren; deze plaats viel op 6 juli in christelijke handen, waarna Tancred en Gaston zich weer vervoegden bij het leger dat Jeruzalem belegerde. Bij de val van Jeruzalem op 15 juli 1099 wist Tancred als een van de eersten de stad binnen te vallen en veel moslimburgers gevangen te nemen; maar hij kon niet verhinderen dat er veel moslims werden vermoord door mannen die onder hem dienden.

## Na de Kruistocht
Na de verovering van het koninkrijk nam Tancred de titel van prins van Galilea en Tiberias aan. De stad Tiberias en de vallei van Galilea lagen tussen de kruisvaardersstaten ten noorden van Tripoli (opgericht door Raymond) en ten zuiden van Antiochië. Hij werkte nu weer voor zijn oom Bohemund, voor wie hij bij absentie regent over Antiochië was. 

Tancred wist zijn rijk uit te breiden door stukken grond te veroveren in het Byzantijnse rijk. Ook in het zuiden van de staat Tripoli wist hij zijn gebied uit te breiden: zo kreeg hij onder meer de machtige burcht Krak des Chevaliers in bezit.
Ook kreeg hij het graafschap Edessa onder zijn hoede, nadat Boudewijn II in de Slag bij Harran 1104 gevangen was genomen door de Seltsjoek-Turken. Tancred voelde echter de druk van Alexius en Raymond toenemen om hun grondgebied terug te geven in het vredesverdrag van Devol, en moest ook het graafschap Edessa teruggeven aan Boudewijn II, nadat hij daar verdreven was. Later legden de twee hun ruzie bij en ondersteunden elkaar in het Beleg van Tripoli. Pons van Tripoli werd een tijdje de leerling van Tancred.
Hij bleef tot zijn dood in 1112 regent voor Bohemund II in Antiochië, die te jong was om te regeren. Hij stierf waarschijnlijk aan de tyfus. Op latere leeftijd trouwde hij nog met Cecilia Capet, het huwelijk bleef kinderloos. Rogier van Salerno werd tijdelijk zijn opvolger als regent.
Zijn leven werd beschreven door de kapelaan van Bohemund I, Radulfus van Caen, die voor zijn tijd bijzonder goed op de hoogte was van de klassieke Latijnse literatuur, in de Gesta Tancredi ('Daden van Tancred'), een historie in de vorm van proza afgewisseld met verzen.

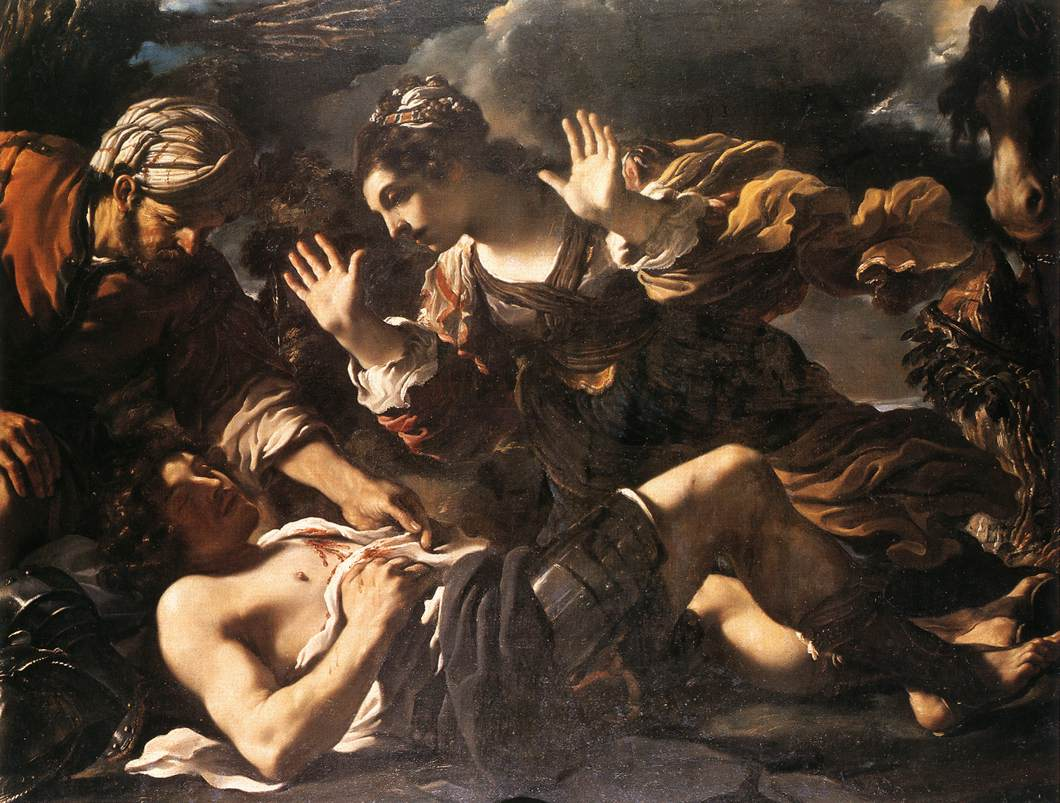
Erminia gebukt over de stervende Tancred
(ca.1619), Guercino, Galleria Doria Pamphilj

## In fictie
- Torquato Tasso baseerde een epos op zijn leven, genaamd Gerusalemme liberata (1575) waarin hij de held is en verliefd wordt op Clorinda, een Saraceense krijgsprinses. Prinses Erminia van Antiochië is eveneens een geliefde in de opera.
- Gioachin Rossini componeerde de opera Tancredi lichtelijk gebaseerd op de middeleeuwse kruistocht-leider en naar de tragedie Tancrède van Voltaire uit 1760.